# Beauvaisis

Karte des Beauvaisis in der Picardie

Der Beauvaisis oder Beauvoisis (von lateinisch Bellovaci) ist eine historische Landschaft Frankreichs in der Picardie. Er liegt südlich dem Amiénois und nördlich dem Vexin français. Im Westen des Beauvaisis lagen die Gebiete der Herren von Compiègne und von Senlis. Der Hauptort ist Beauvais, weitere Ortschaften sind Clermont, Breteuil, Liancourt, Fitz-James, Gerberoy, Boufflers, Beaumont. Zur Zeit des Ancien Régime, gehörte der Beauvaisis zunächst dem Herrscher der Picardie, dann dem der Île-de-France. Heute ist er Teil des Départements Oise in der Region Picardie.

## Geschichte
Während der Antike war der Beauvaisis von den Bellovakern besiedelt. Im römischen Reich gab dieser Stamm dem pagus Bellovacus seinen Namen. In diesem Pagus lagen Städte wie Beauvais, Clermont, Coudun, Auchy-la-Montagne, Mouchy-le-Châtel, Pont-Sainte-Maxence, Ressons-sur-Matz und die des Pays de Bray.
Die civitas von Beauvais bzw. Bellovaci (civitas Belvacensis) wurde in vier pagi geteilt: Belvacensis (Beauvais), Camliacensis (Region von Chambly), Rossontensis (Region von Ressons) und Vindoilensis (oder Vendelois, Region von Breteuil). All diese pagi bilden die Beauvaisis.

## Orte mit dem Namensbestandteil „en-Beauvaisis“
- Marseille-en-Beauvaisis
- Pierrefitte-en-Beauvaisis

Früher trug zudem der Ort Clermont den Namen „Clermont-en-Bauvaisis“.